# Caspar David Friedrich
Caspar David Friedrich (Greifswald, 5 settembre 1774 – Dresda, 7 maggio 1840) è stato un pittore tedesco, esponente dell'arte romantica.

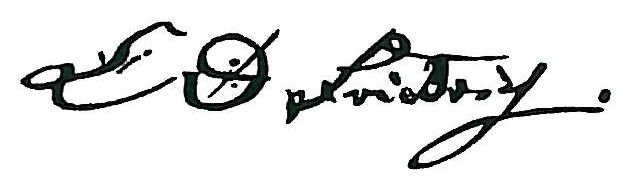
Firma di Caspar David Friedrich

L'artista, uno dei più importanti rappresentanti del «paesaggio simbolico», basava la sua pittura su un'attenta osservazione dei paesaggi della Germania e soprattutto dei loro effetti di luce, permeandoli di umori romantici.
Egli considerava il paesaggio naturale come opera divina e le sue raffigurazioni ritraevano sempre momenti particolari come l'alba, il tramonto o frangenti di una tempesta.

## Biografia

### Giovinezza
Caspar David Friedrich nacque il 5 settembre 1774 a Greifswald, cittadina della Pomerania svedese (oggi all'interno del Mecklenburg-Vorpommern, stato della Repubblica Federale di Germania, ma allora parte del territorio svedese) affacciata sulla costa baltica. Friedrich era il sesto dei dieci figli di Adolph Gottlieb Friedrich, un fabbricante di sapone e di candele che abbracciava il luteranesimo, e di Sophie Dorothea Bechly, che morì il 7 marzo 1781, quando il figlio aveva solo sei anni. L'anno successivo Friedrich perse la sorella Elisabeth, mentre una seconda sorella, Maria, soccombé al tifo nel 1791. In ogni caso, la tragedia più grande della sua infanzia avvenne nel 1787, quando si ruppe la lastra di ghiaccio su cui stava pattinando ed egli cadde nelle acque gelide. Il fratello, Johann Christoffer, si buttò per aiutare Friedrich; riuscì a salvarlo, ma egli morì, sprofondando nell'acqua, come suggeriscono alcune fonti.

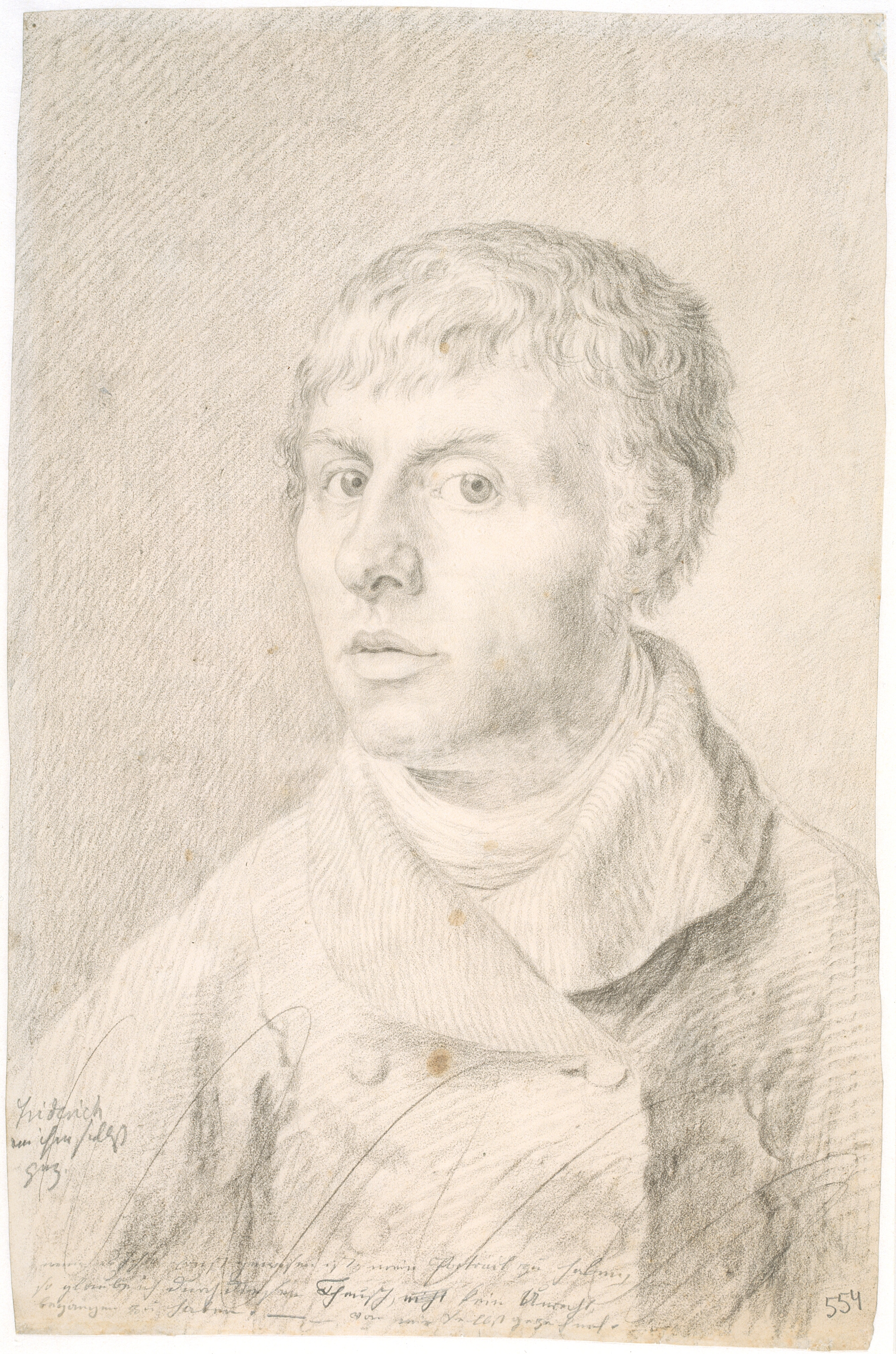
Questo Autoritratto venne realizzato durante il soggiorno danese di Friedrich, che qui viene raffigurato a 26 anni

Friedrich fu introdotto all'esercizio della pittura nel 1790, sotto la guida dell'artista Johann Gottfried Quistorp all'università di Greifswald, la cui facoltà di arte prende oggi il nome proprio di Caspar David (Caspar-David-Friedrich-Institut). Quistorp era solito portare i propri studenti all'aperto; di conseguenza, Friedrich fu incoraggiato a prendere ispirazione dalla natura ad una giovane età. Tramite Quistorp, Friedrich strinse importanti amicizie: in particolare, conobbe il teologo Ludwig Gotthard Kosegarten, che gli insegnò che la natura era una manifestazione di Dio, e Adam Elsheimer, le cui opere si incentravano sulla raffigurazione di paesaggi notturni o di soggetti religiosi dominati dalla natura. In questo periodo, intraprese anche lo studio della letteratura e dell'estetica, con l'aiuto del precettore Thomas Thorild. Quattro anni dopo, Friedrich iniziò gli studi alla prestigiosa Accademia d'Arte di Copenaghen, la più importante dell'Europa settentrionale, dove esercitava le proprie doti pittoriche attraverso la copia di statue antiche. Nella capitale danese gli furono aperte le porte dello Statens Museum for Kunst, dove aveva accesso all'importantissima collezione dei dipinti paesaggistici olandesi del Seicento. Ebbe come insegnanti Christian August Lorentzen e il paesaggista Jens Juel, fautori dello Sturm und Drang e punto d'incontro fra gli intensi toni tragici del Romanticismo e la temperie neoclassica, allora predominante. Una grande influenza sul giovane Friedrich fu esercitata anche dal mito islandese di Edda e dalla mitologia norrena.
Nel 1798 Friedrich si stabilì permanentemente a Dresda. Durante questo periodo si cimentò nelle incisioni con le acqueforti, e negli intarsi. Nel 1804 si contano 18 acqueforti e 4 intarsi, distribuiti solo agli amici più stretti; ciononostante, l'attenzione di Friedrich fu rivolta principalmente agli acquarelli. Con poche eccezioni, fra cui il Paesaggio con tempio in rovina (1797), preferì non dipingere oli su tela prima dell'affermarsi definitivo della propria reputazione artistica. Friedrich tendeva a rivolgersi alla raffigurazione di paesaggi, con i quali veniva spesso a contatto durante i viaggi che fece in Boemia, nei monti dei Giganti e nello Harz. Qui aveva l'opportunità di dipingere foreste, colline, porti, albe e altri elementi comunque correlati alla natura; nelle sue prime opere, emergono soprattutto paesaggi tedeschi, come le scogliere di Rügen, i dintorni di Dresda e il fiume Elba. La particolarità dei quadri di Friedrich sta nella sapiente gestione della luce, raffigurata con un'eccezionale intensità, mai vista prima.

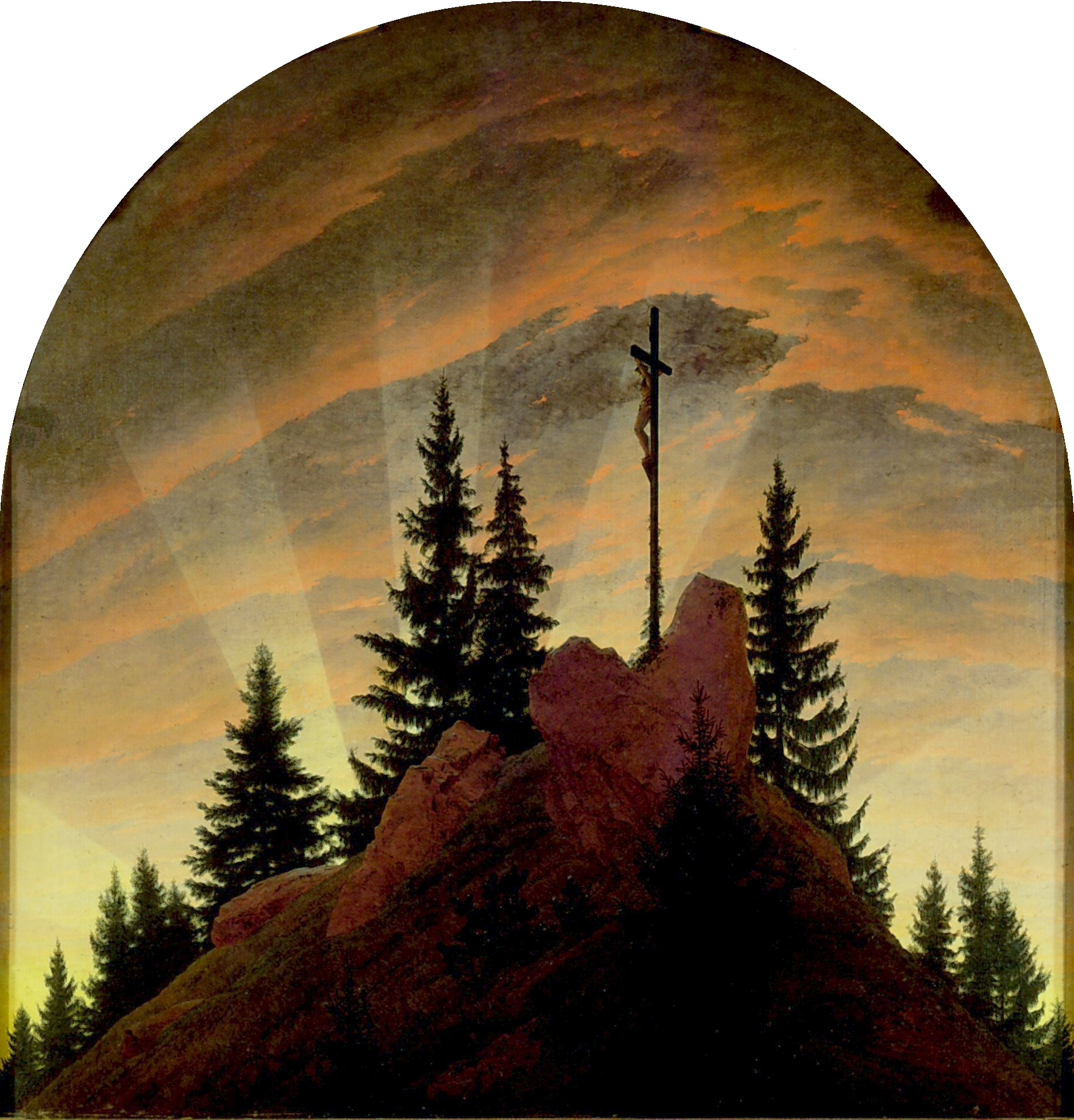
La Croce in montagna fu la prima opera maggiore di Friedrich. L'opera costituisce un punto di rottura con la tradizione, che non avrebbe mai contemplato la crocifissione inserita in un contesto naturale.

### La Croce in montagna e l'evoluzione della pittura paesaggistica
Friedrich si affermò come artista quando nel 1805 vinse il primo premio a un concorso a Weimar, presieduto dal celebre Johann Wolfgang von Goethe. Sino ad allora quel concorso aveva proposto solo artisti mediocri, che cercavano inutilmente di sintetizzare il neoclassicismo con dei presunti stili greci. La scadente qualità dei concorrenti iniziò addirittura a danneggiare la reputazione di Goethe; quindi, quando Friedrich partecipò con le sue due seppie - Processione al Crocefisso e Pescatori a riposo nel lago (premiati poi a pari merito), riscosse un successo notevolissimo:
(Goethe)
Friedrich completò la prima delle sue opere maggiori nel 1807, all'età di 34 anni. La Croce in montagna, oggi nota come Tetschen Altar (Galerie Neue Meister, Dresda) è una pala d'altare commissionata dalla Contessa di Thun per la cappella di famiglia a Tetschen, in Boemia: fu una delle poche commissioni procuratasi dall'artista. L'opera raffigura una montagna coperta d'abeti e sormontata da una croce, sulla quale era crocifisso il Cristo. La croce, pur raggiungendo il punto più alto del piano pittorico, è presentata da un punto di vista distante ed obliquo. Si tratta di una notevole presa di distanza dai canoni occidentali, dove mai si era vista una simile sinergia fra il tema religioso e la natura. Secondo la critica d'arte Linda Siegel, la pala d'altare è «il logico climax di vari disegni precedenti dove veniva inserita la croce in un'ambientazione naturale».

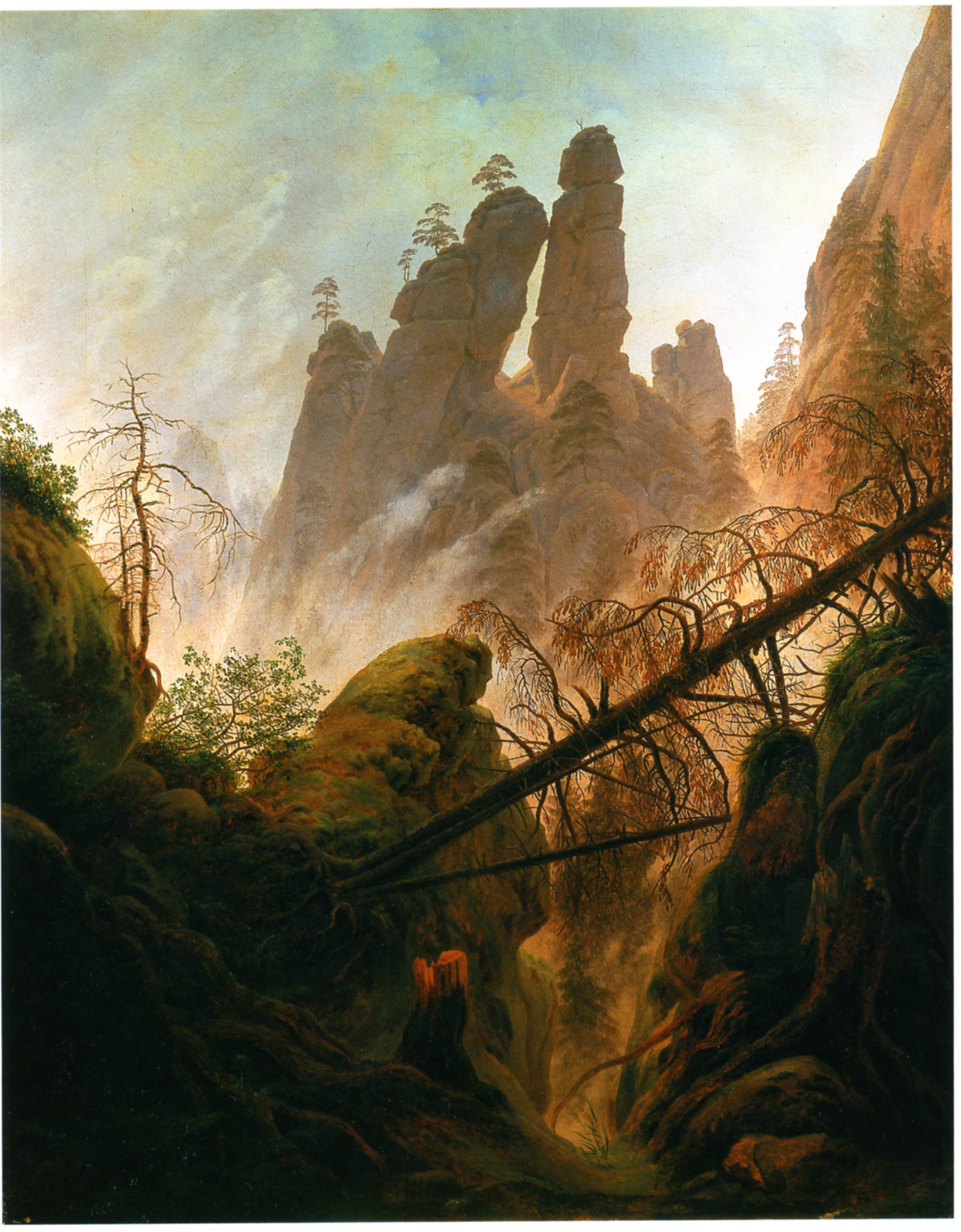
Burrone roccioso nelle montagne di arenaria dell'Elba, olio su tela dipinto fra il 1822 e il 1823

La Croce in montagna fu mostrata al pubblico per la prima volta il 25 dicembre 1808. Nonostante un'accoglienza molto fredda, fu comunque il primo dipinto di Friedrich ad avere una grande pubblicità. I critici si divisero in due: chi, come gli amici di Friedrich, rimase affascinato dalla suggestiva resa dell'opera, e chi criticò apertamente l'utilizzo dei canoni paesaggistici in un contesto simile. Il critico Basilius von Ramdohr, che scrisse un lungo articolo al riguardo, fu categorico: «sarebbe una vera e propria presunzione, se la pittura di paesaggio dovesse intrufolarsi nella chiesa e insinuarsi sull'altare». Per controbattere alle critiche mosse da Ramdohr, Friedrich redasse un documento dove rese esplicite le proprie intenzioni: paragonò i raggi del Sole serale alla luce di Dio Padre. Questa dichiarazione rappresenta l'unica volta in cui Friedrich ha registrato un'interpretazione dettagliata del proprio lavoro.
Friedrich divenne nel 1810 membro dell'Accademia di Berlino; nello stesso anno, il principe ereditario prussiano Federico Guglielmo acquistò due dei suoi dipinti. Nel 1816, tuttavia, l'artista decise di prendere le distanze dalla Prussia, applicandosi nel giugno dello stesso anno per la cittadinanza sassone. Si trattava di una mossa azzardata, in quanto la Sassonia era favorevole alla Francia, mentre i dipinti di Friedrich erano generalmente visti come patriottici e anti-francesi. Ciononostante, grazie anche all'aiuto del conte Vitzthum von Eckstädt, direttore dell'Accademia Sassone, Friedrich ottenne non solo la cittadinanza, ma divenne anche un affiliato dell'Accademia, con uno stipendio di 150 talleri all'anno. Nonostante l'ambizione al professorato, Friedrich non riuscì mai ad ottenerlo, in quanto «si è ritenuto che la sua pittura fosse troppo personale, il suo punto di vista troppo individuale per servire come un esempio proficuo agli studenti». Probabilmente anche la politica giocò un ruolo di primo piano nello stallo della carriera dell'artista: Friedrich raffigurava principalmente luoghi e costumi tedeschi, in circostanze che mal gradivano atteggiamenti non favorevoli alla Francia.

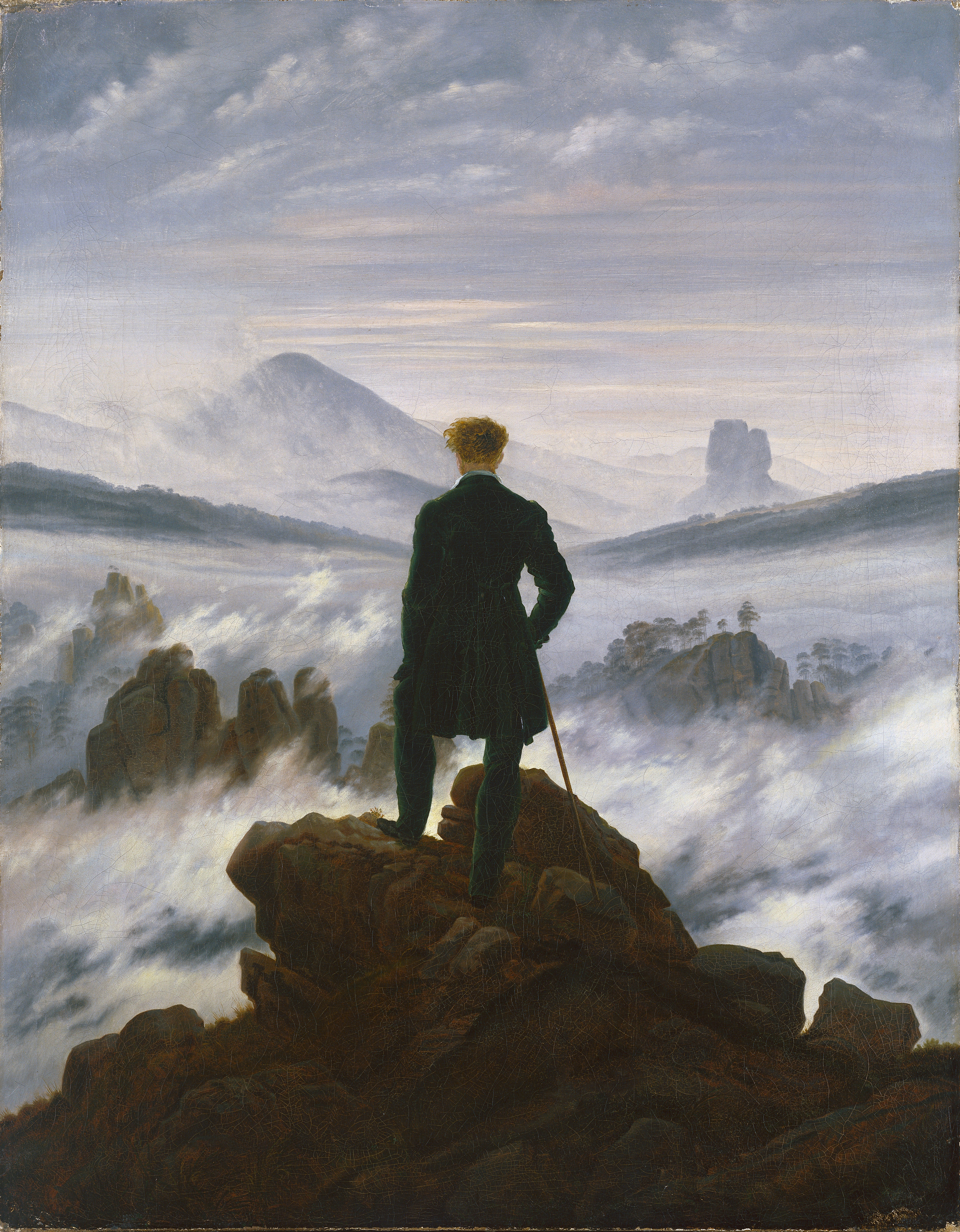
Il Viandante sul mare di nebbia, manifesto dell'intero movimento Romantico.

### Il matrimonio con Caroline
Il 2 gennaio 1818 Friedrich sposò, con grande sorpresa dei suoi amici, una ragazza di umili origini: Christiane Caroline Bommer, figlia di un fattore. La coppia ebbe tre figli: la primogenita, Emma, arrivò nel 1820. Nonostante il pittore Carl Gustav Carus nei suoi scritti sottolineasse che il matrimonio non ebbe un particolare effetto sulla personalità di Friedrich, c'è da notare che nelle tele dipinte in questo periodo emerge un nuovo senso di leggerezza, esaltato dalle cromie più luminose e meno austere. Si attribuisce un'altra novità nel pennello di Caspar David, dovuta sempre all'unione con Caroline: iniziano a comparire sempre più figure umane: «l'importanza della vita umana, ma soprattutto della sua famiglia, inizia ad occupare i suoi pensieri; i suoi amici, sua moglie, e i suoi compaesani iniziano quindi ad essere i protagonisti delle sue opere».
Se pure Carus scrisse «che la sua vita non è cambiata in nulla» col matrimonio, il 1818 fu tuttavia un anno di notevole incremento della sua attività artistica e, in particolare, della creazione di due notissimi dipinti: il Viandante sul mare di nebbia e Le bianche scogliere di Rügen.
In questo periodo, tra l'altro, l'artista ricevette supporto da due eminenti personalità russe: si trattava di Nicola I e della moglie Carlotta di Prussia, che nel 1820 visitarono l'atelier di Friedrich tornando a San Pietroburgo con un vasto numero di suoi dipinti. Si trattava dell'inizio di un acceso patrocinio, che si sarebbe protratto per numerosi anni. Non molto tempo dopo, Friedrich ebbe dei rapporti con il poeta Vasilij Andreevič Žukovskij, tutore di Alessandro II; Zhukovsky aiutò non poco l'artista, facendo da intermediario tra il pittore, giudicato di «spirito fine», e la corte zarista, alla quale suggeriva i suoi dipinti. Il poeta apprezzava sinceramente le opere di Friedrich, considerandole «belle per la loro precisione e per la loro capacità di risvegliare ricordi sopiti nelle nostre menti».
Friedrich strinse altri importanti amicizie: oltre a Philipp Otto Runge (1777–1810), altro pioniere del Romanticismo tedesco, frequentò artisti come Georg Friedrich Kersting (1785–1847) e di Johan Christian Clausen Dahl (1788–1857). Dahl fu molto vicino a Friedrich durante la sua senilità, tanto che manifestò apertamente il proprio sgomento quando scoprì che le opere dell'artista venivano acquistate soltanto «per curiosità». Mentre Zhukovsky apprezzava moltissimo il retroterra psicologico delle opere di Friedrich, Dahl lodava la qualità descrittiva dei suoi paesaggi, affermando che «gli artisti e gli intenditori sono stati in grado di vedere nelle opere di Friedrich solamente l'aspetto mistico, che era l'unica cosa cui stavano cercando... non hanno proprio visto il coscienzioso e fedele studio della natura, presente in ogni elemento raffigurato».

### Gli ultimi anni e la morte

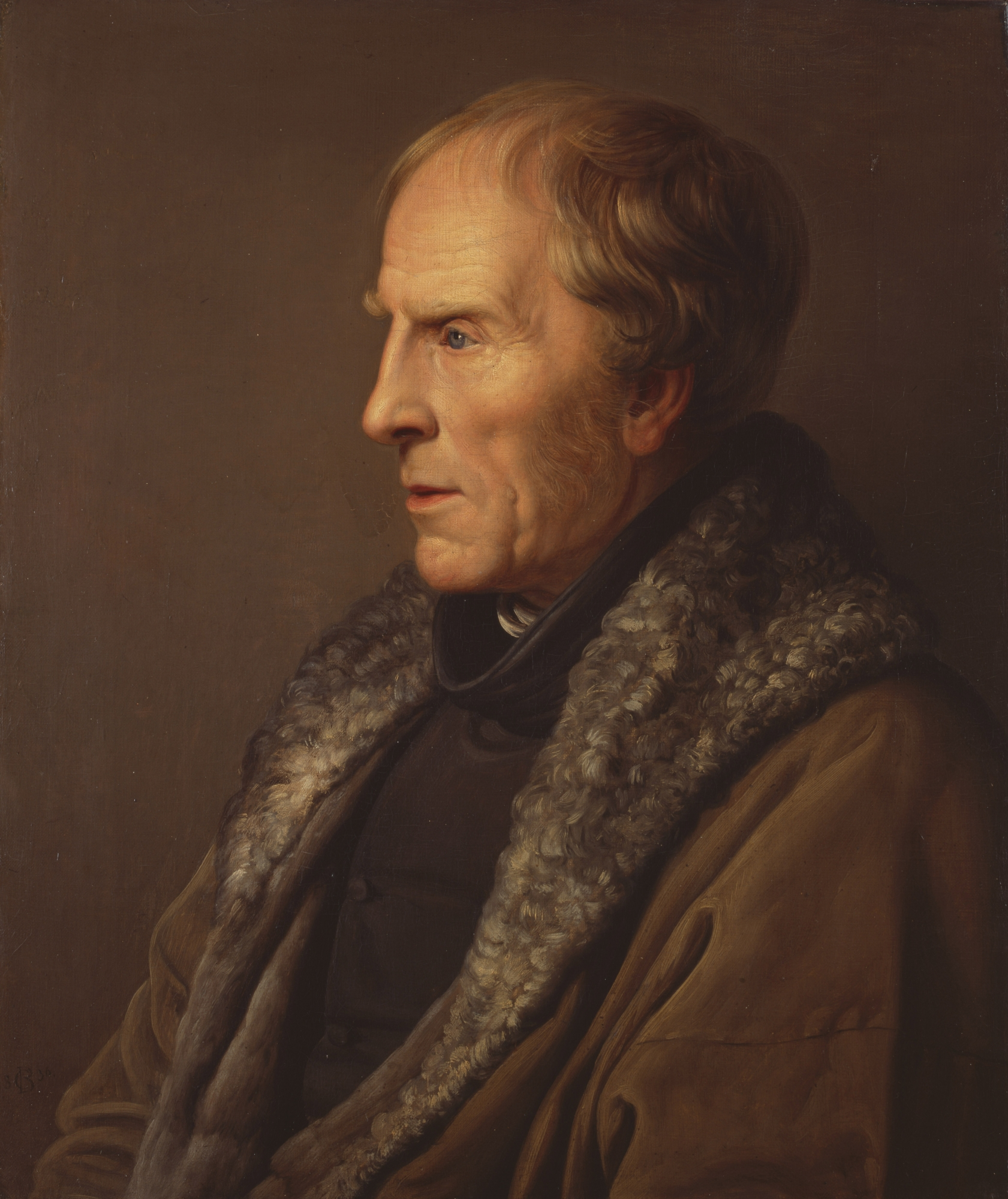
Caspar David Friedrich, olio su tela, di Carl Johann Baehr, 1836, New Masters Gallery, Dresda.

La reputazione di Friedrich andò man mano scemando nei suoi ultimi vent'anni di vita. Una volta passati di moda gli ideali romantici, iniziò ad essere considerato come una figura tanto eccentrica quanto malinconica, al di fuori degli ideali del tempo. Gradualmente, i suoi committenti sparirono. Nel 1820, viveva come un recluso, e veniva descritto dagli amici come «il più solitario dei solitari». Nei suoi ultimi anni, la sua situazione finanziaria era disastrosa, e dipendeva esclusivamente dalle elemosine dei conoscenti, la sua salute era in declino.
Nel giugno 1835, dopo che fu colpito da un malore, l'artista manifestò i primi sintomi di una malattia la cui precisa natura è rimasta sconosciuta: egli stesso riferisce soltanto di un'indisposizione dovuta al troppo lavoro. L'amico Carus scrisse dopo la sua morte che «si erano venute sviluppando idee fisse, evidente anticipazione della malattia cerebrale alla quale dovrà soccombere, che minarono la sua vita familiare. Essendo diffidente, tormentava sé e gli altri, immaginandosi infedeltà coniugali, in un vaneggiare insensato ma che lo assorbiva completamente». La malattia comportò una diminuzione della sua attività artistica, in particolare della pittura a olio, che egli sostituisce con la meno impegnativa attività all'acquerello e ai disegni a seppia. A testimoniare questo periodo di sofferenza, nelle opere del pittore iniziarono a comparire simboli mortiferi. Secondo i biografi moderni, probabilmente il 26 giugno 1835 Friedrich era stato colpito da ictus cerebrale, all'origine della sua patologia; decise di andare a curarsi a Teplitz. Inizialmente Friedrich ebbe un miglioramento che gli diede la fiducia necessaria per poter lavorare ancora e bene; scrisse di sperare di potersi ancora guadagnare, in futuro, il pane quotidiano. Ciononostante, la ripresa si dimostrò essere di breve durata: la malattia lo lasciò debole e depresso. Medici moderni hanno effettuato la diagnosi retrospettiva specifica di demenza vascolare sottocorticale (malattia di Binswanger) e depressione maggiore, precedente e poi conseguente all'accidente, sia per i danni subiti che per l'impatto psicologico della malattia e della vecchiaia solitaria.

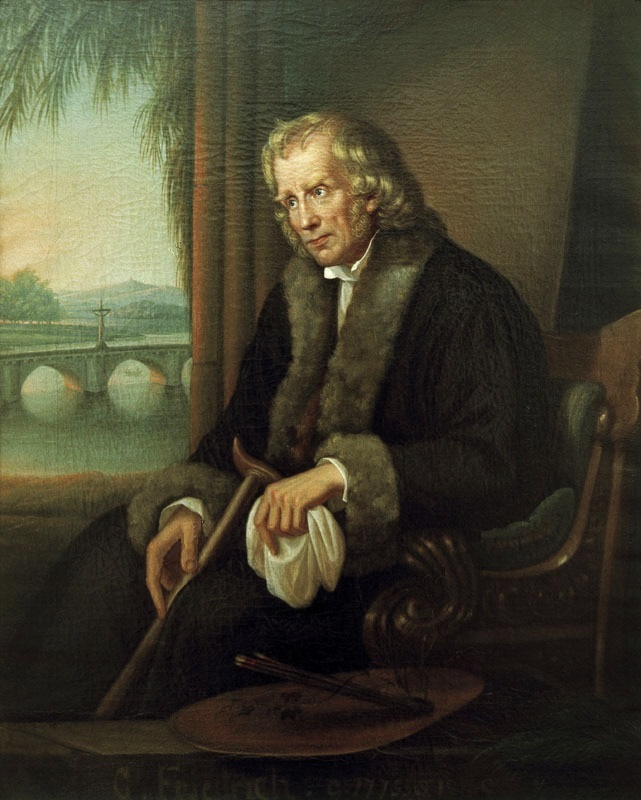
Friedrich ritratto l'anno della morte da Caroline Bardua

Friedrich sopravvisse alla malattia in stato crescente di demenza per circa cinque anni. Il 19 marzo 1840 venne visitato dal poeta Vasilij Andreevič Žukovskij, che scelse dei suoi disegni per il granduca Alessandro, in modo da aiutarlo economicamente. Viste le pietose condizioni dell'artista, scrisse sul diario che si trattava di una «triste rovina. Piangeva come un bambino». Friedrich non fece in tempo a ricevere il denaro ricavato dalla vendita dei disegni, poiché morì il 7 maggio 1840 a 66 anni; fu sepolto nel cimitero della Trinità di Dresda.

## Stile e temi[32]

### I paesaggi ed il sublime
L'innovazione portata avanti da Friedrich si realizzò in chiave paesaggistica: Friedrich intendeva far evolvere la concezione classica di paesaggio, inteso solo come scenario bello da vedere, aggiungendovi il sentimento del sublime, una riunione con il sé spirituale attraverso la contemplazione della natura. L'artista fu un personaggio chiave per trasformare il paesaggio, sino ad allora un fondale subordinato al dramma umano, in un soggetto autosufficiente. Non a caso i dipinti di Friedrich includono spesso una Rückenfigur, ovvero una persona vista di tergo, assorta nella contemplazione del panorama. L'osservatore, quindi, si identifica nella Rückenfigur, il che significa assimilare il potenziale sublime della natura, che il pennello di Friedrich ricolma di ideali romantici - die romantische Stimmungslandschaft. L'artista paragonò spesso i propri paesaggi a temi religiosi, tanto che molti dei suoi dipinti più famosi sono considerati impregnati di misticismo religioso.

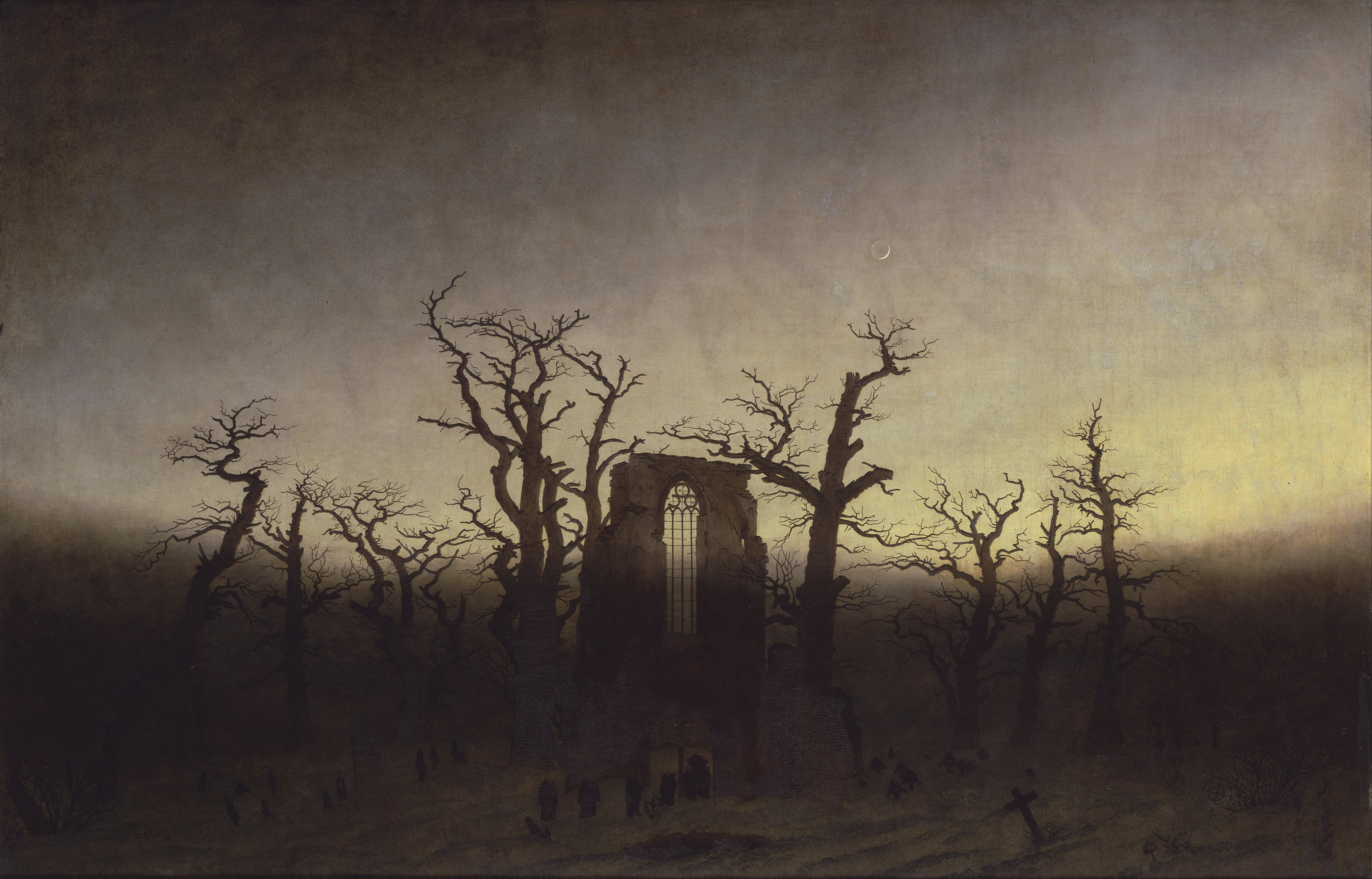
Abbazia nel querceto, (1808–10). 110.4 × 171 cm. Alte Nationalgalerie, Berlino. Albert Boime scrisse che «qui, come in una scena di un film horror, si manifestano tutti i cliché del diciottesimo e diciannovesimo secolo».

Dal punto di vista formale, lo stile di Friedrich abbandona alcuni elementi del modello accademico tradizionale di pittura del paesaggio: l'imitazione della natura, la spazialità razionale, il contorno interno alla rappresentazione, e la varietà dei motivi. Al loro posto troviamo paesaggi stilizzati, atmosfere idilliache o malinconiche, abbinamento di vicinanza e lontananza, ruolo essenziale concesso al vuoto e all'infinito.
L'artista non dipingeva all'aperto, ma nel chiuso del suo studio, attingendo le figure dal ricordo e dall'immaginazione; i suoi quadri hanno strutture rigorose, costruite su simmetrie e contrasti tra elementi orizzontali e verticali. Una delle massime di Friedrich era la seguente: «Il pittore non dovrebbe dipingere solo ciò che vede davanti a sé, ma anche ciò che vede dentro di sé. Se dentro di sé non vede nulla, allora eviti anche di dipingere ciò che vede davanti a sé».
La visione di Friedrich sull'estetica venne messa per iscritto in una collezione di aforismi redatta nel 1830, dove l'artista spiega il bisogno di allineare l'osservazione della natura con una certosina introspezione della propria personalità. La sua massima più famosa suggerisce proprio questo: «chiudi il tuo occhio fisico, al fine di vedere il tuo quadro con l'occhio dello spirito. Poi porta alla luce ciò che hai visto nell'oscurità, affinché la tua visione agisca su altri esseri dall'esterno verso l'interno». Rifiutava assolutamente l'idea di raffigurare la natura «a tutto tondo», come facevano alcuni suoi contemporanei, fra cui Adrian Ludwig Richter (1803–84) e Joseph Anton Koch (1768–1839).

### La solitudine e la morte
(Caspar David Friedrich)
Cieli infiniti, tempeste, nebbia, foreste, ruderi e croci sono elementi ricorrenti nei paesaggi del pittore. La morte, tradotta in immagini ad esempio attraverso la raffigurazione di salici piangenti e di barche che si allontanano dalla costa (immagine che, tra l'altro, richiama il mito di Caronte), trova la sua massima espressione nell'Abbazia nel querceto, dove una processione di monaci, intenti a reggere una bara, si dirige verso il cancello di una chiesa in rovina, in uno scenario di funebre desolazione.
Friedrich è stato anche il primo artista a dipingere la natura invernale come aspra, morta, solenne. Ecco come lo storico dell'arte Hermann Beenken descrisse gli inverni di Friedrich:
Per indicare la morte, il pittore soleva dipingere querce e tronchi d'albero (come quelli de L'albero dei corvi). Ad affiancare questo simbolismo mortifero vi è però anche il tema della redenzione: la croce e il cielo terso promettono la salvezza eterna, mentre la falce lunare infonde speranza e devozione. La studiosa di letteratura tedesca Alice Kuzniar ritiene che nelle opere di Friedrich emerge un'evocazione temporanea del passare del tempo, concetto quasi del tutto assente nelle arti visuali. Per esempio, nell'Abbazia nel querceto, la processione dei monaci diretta verso il sepolcro riflette il pensiero di Friedrich, secondo cui la destinazione finale di ogni uomo si trova oltre la tomba.

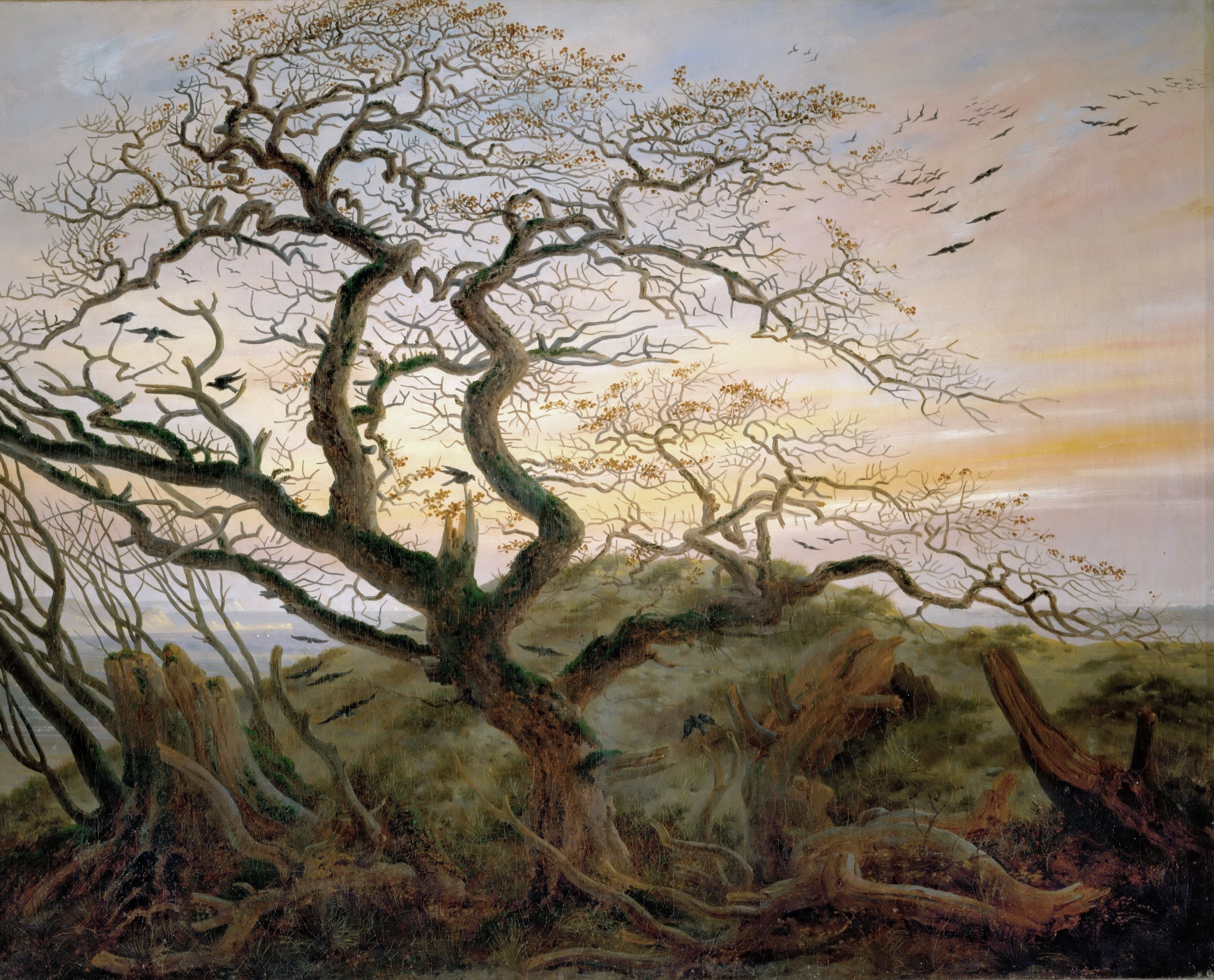
L'albero dei corvi

Con il passare del tempo, Friedrich iniziò a dipingere prevalentemente albe e crepuscoli, con uno stile fattosi più scuro, più monumentale, più terribile. Il mare di ghiaccio è il quadro che sintetizza meglio il pensiero di Friedrich nei suoi ultimi anni. Il dipinto, completato nel 1824, raffigura una scena grama: si tratta di un naufragio nell'Oceano Artico. «L'immagine prodotta, con le lastre di ghiaccio color travertino che inghiottono la nave, precipita dal documentario all'allegoria: la corteccia fragile dell'aspirazione umana, schiacciata dall'indifferenza immensa e glaciale del mondo».

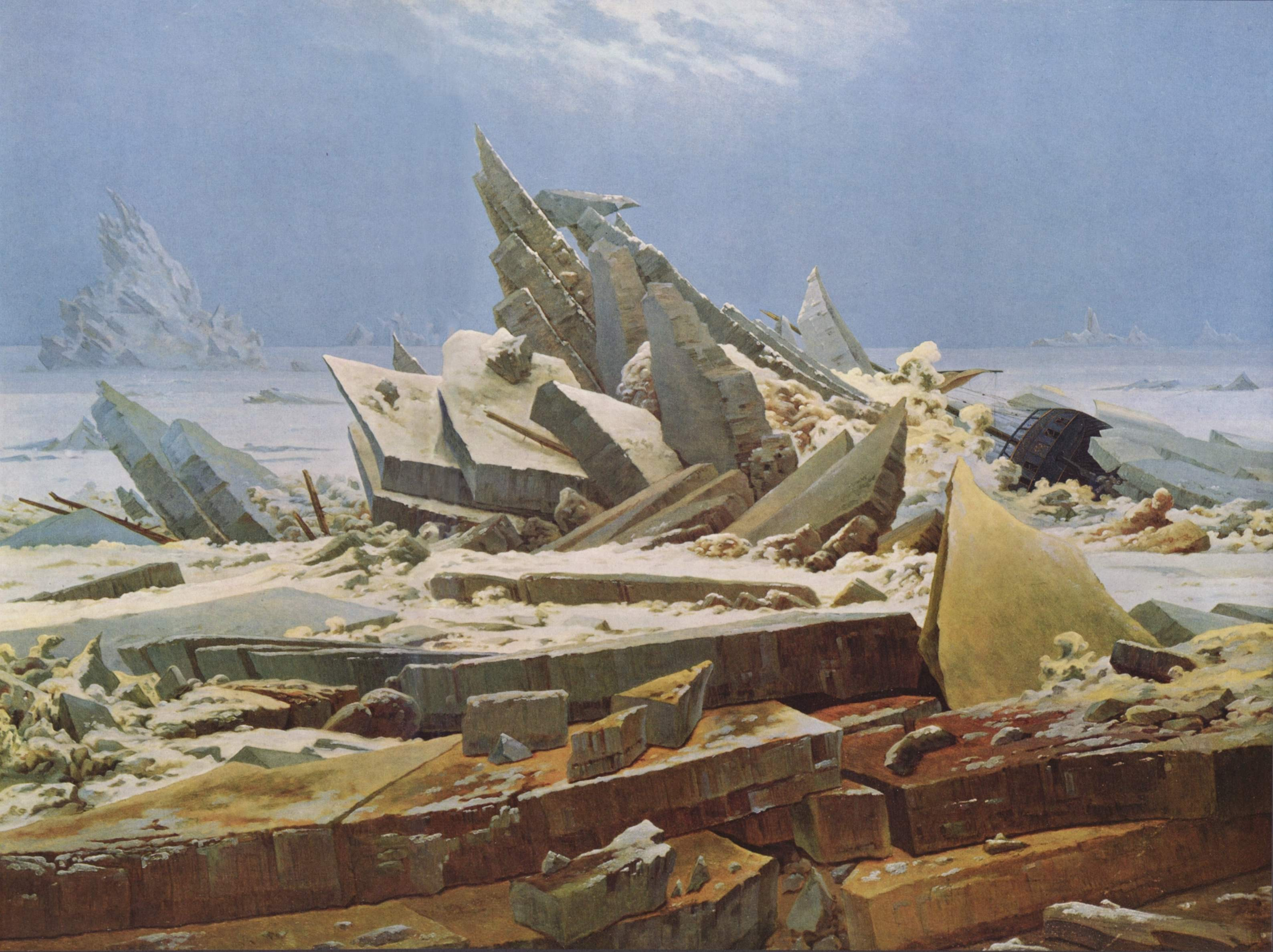
Il mare di ghiaccio, (1823–24), Hamburger Kunsthalle.

Sia la vita che la produzione artistica di Friedrich vengono considerate permeate da un travolgente senso di solitudine. Gli storici dell'arte (e alcuni dei contemporanei dell'artista) concordano nell'attribuire questa tematica ricorrente ai lutti subiti nella giovinezza, e al misero debutto nel campo artistico. Analogamente, la nozione popolare del «taciturno uomo proveniente dal Nord» fu rafforzata proprio dall'aspetto pallido della figura del pittore.

Ingresso del cimitero, Galerie Neue Meister, Dresda

Friedrich soffrì di episodi depressivi nel 1799, 1803–1805, 1813, 1816 e fra il 1824 e il 1826. Anche le sue opere furono permeate dal suo malessere, tanto che vennero introdotte figure quali avvoltoi, gufi, cimiteri e rovine, che divennero poi una presenza fissa a partire dal 1826. Nello stesso anno, si ebbe anche un anomalo mutamento nella tavolozza del pittore, che iniziò ad utilizzare toni più scuri e smorzati. Carus, nel 1829, scrisse che Friedrich in questo periodo «è circondato da una spessa nuvola cupa di incertezza spirituale»; il noto storico dell'arte e curatore Hubertus Gassner, tuttavia, non è d'accordo con tali interpretazioni, vedendo nell'opera di Friedrich un pensiero positivo e di affermazione della vita, ispirato alla Massoneria e alla religione.

### Il folklore tedesco
Quasi a riflettere il suo patriottismo e il risentimento che covava per l'occupazione francese della Pomerania, Friedrich (anti-francese dichiarato) inseriva spesso nelle proprie opere estratti della cultura e della mitologia tedesca. Il sincero amore del pittore per la propria patria si rifletteva anche nei gusti letterari, che vertevano su poesie anti-napoleoniche di Ernst Moritz Arndt e Theodor Körner, e sugli scritti patriottici di Adam Müller e Heinrich von Kleist. Mosso dalla morte di alcuni suoi amici a opera delle truppe napoleoniche, ma anche dal poema di Kleist Die Hermannsschlacht, Friedrich iniziò addirittura a dipingere una serie di quadri dove il messaggio politico veniva trasmesso esclusivamente per mezzo del paesaggio - tecnica del tutto nuova nella storia dell'arte.
Il dipinto Tombe di antichi eroi (1812), intriso per l'appunto di alti sentimenti verso la patria, è un'aperta denuncia all'occupazione napoleonica, rappresentata dai due soldati francesi che sorvegliano l'ingresso della grotta. La tomba in primo piano reca il nome di Arminio, quasi per indicare che i soldati d'Oltralpe sarebbero stati sconfitti proprio come le truppe romane di Varo, annientate dal condottiero Arminio. Anche il Cacciatore nella foresta (1813 circa) è pregno di umori patriottici. Vi è un soldato circondato da una fittissima cortina d'alberi, e preceduto da dei tronchi tagliati e da un corvo che pare stia gracchiando: Friedrich, con queste simbologie (strettamente legate alla battaglia di Dresda), intendeva presagire l'infelice destino che avrebbe colpito la Francia.

## Retaggio

### Influenza
Così come fecero altri pittori romantici, Friedrich aiutò a dare maggior risalto alla pittura paesaggistica nell'arte occidentale. Fra i contemporanei che più assorbirono lo stile di Friedrich vi sono gli amici Johan Christian Dahl (1788–1857) e Carl Gustav Carus; successivamente influenzò simbolisti come Arnold Böcklin (1827–1901), e i paesaggisti russi Arkhip Kuindzhi (circa 1842–1910) e Ivan Ivanovič Šiškin (1832–98). La spiritualità di Friedrich anticipò addirittura le opere di Albert Pinkham Ryder (1847–1917), Ralph Blakelock (1847–1919), e degli artisti riuniti sotto l'egida della Hudson River School.
Nel Novecento, Friedrich fu riscoperto dallo storico dell'arte Andreas Aubert (1851–1913) e dai poeti surrealisti, che valorizzavano i suoi paesaggi visionari e allegorici. Il simbolista Edvard Munch (1863–1944) ebbe modi di vedere le opere di Friedrich in occasione di un viaggio a Berlino negli anni 1880.
Friedrich fu una fonte d'ispirazione anche per Max Ernst (1891–1976) e per René Magritte (1898–1967), che nel 1934 omaggiò il pittore di Greifswald con la sua opera La condizione umana, dove si gioca sul tema del punto di vista e delle impressioni. Nel 1939, la rivista francese Minotaure incluse un articolo di Marie Landsberger, che ebbe modo di far conoscere l'operato di Friedrich a un circolo più ampio di artisti. L'influenza operata da Il mare di ghiaccio è più che evidente nel quadro Totes Meer, frutto del pennello di Paul Nash, fervente ammiratore di Ernst. Vari sono gli artisti che hanno riconosciuto in Friedrich la propria musa ispiratrice: fra questi, si annoverano Mark Rothko (1903–70), Gerhard Richter (n. 1932), Gotthard Graubner e Anselm Kiefer.
Nel suo articolo The Abstract Sublime, pubblicato da ARTnews nel 1961, lo storico dell'arte Robert Rosenblum ricercò tutte le analogie presenti fra i quadri di Friedrich e Turner e l'espressionismo astratto di Mark Rothko. Di seguito viene riportato il parere di Rosenblum:

### Accoglienza
Fino al 1890, e soprattutto dopo la morte dei suoi amici, le opere di Friedrich rimasero nell'oblio più totale. Sebbene il simbolismo del suo lavoro si adeguasse con la sensibilità artistica del secolo, la sua mancanza di interesse verso l'«effetto pittorico» fece sì che inizialmente non riscuotesse grande successo.
Durante gli anni trenta, l'operato di Friedrich venne utilizzato per promuovere l'ideologia nazista, il cui intento era quello di adeguare il pittore con la filosofia del Blut und Boden. Ci vollero decenni per far sì che i quadri di Friedrich si spogliassero di questa associazione. Nel 1949, lo storico dell'arte Kenneth Clark scrisse che Friedrich «aveva lavorato nell'algida tecnica del suo tempo, che difficilmente potrebbe ispirare una scuola di pittura moderna», sottolineando il tentativo dell'artista di esprimere attraverso la pittura quello che sarebbe stato meglio lasciare alla poesia. La critica distruttiva di Clark è una conseguenza del danno d'immagine che Friedrich subì a causa della Germania nazista.
Alla reputazione di Friedrich vi fu anche il contributo di Walt Disney, che incluse le tele del pittore nei propri cortometraggi horror, per cui avvenne che i bambini forse conoscessero all'epoca le immagini di Friedrich più degli adulti, per averlo sicuramente visto in cortometraggi di Disney.
L'immagine moderna dell'artista si affermò molto lentamente, cominciò già negli anni settanta, durante i quali numerosi critici (fra cui Werner Hofmann, Helmut Börsch-Supan e Sigrid Hinz) giudicarono la produzione artistica di Friedrich basandosi sull'errato uso che se ne era fatto, preferendo contestualizzarla nell'ambito storico-artistico.
Oggi, Friedrich ha accreditato la sua credibilità di grandioso raccontatore. È un'icona nazionale del suo paese natio, la Germania, e la ricezione di cui gode tra gli storici dell'arte di tutto il mondo è estremamente favorevole. Generalmente considerato un uomo con una psiche molto stratificata e complessa, secondo Vaughan è anche «un credente religioso che ha lottato con il dubbio, glorificatore del concetto di bellezza, ossessionato dall'oscurità. Alla fine, Friedrich trascende l'interpretazione, raggiungendo attraverso le culture il fascino irresistibile del suo immaginario. È emerso come una farfalla - si spera, una di quelle che non scomparirà mai più dalla nostra vista».

### Film
Alla sua figura sono state dedicate due pellicole:
- lungometraggio, Caspar David Friedrich – Grenzen der Zeit di Peter Schamoni (1986);
- cortometraggio, Caspar David Friedrich – Gedankenmaler der Romantik di Thomas Frick (2007).

## Opere
Friedrich fu un artista molto prolifico che produsse più di cinquecento opere. Conformandosi con gli ideali romantici dell'epoca, il pittore intese i propri dipinti come pure deposizioni estetiche, quindi evitava accuratamente di assegnare titoli troppo prolissi o evocativi. Infatti, è probabile che le opere con titoli più descrittivi, come accade ne Le tre età dell'uomo, siano state ribattezzate in occasione del successo postumo di Friedrich.
| Immagine | Titolo                                           | Anno      | Grandezza       | Museo/collezione/proprietario       |
| -------- | ------------------------------------------------ | --------- | --------------- | ----------------------------------- |
|          | L'estate                                         | 1807      | 71,4 × 103,6 cm | Monaco di Baviera, Neue Pinakothek  |
|          | Croce in montagna                                | 1807–1808 | 115 × 110,5 cm  | Dresda, Gemäldegalerie              |
|          | Abbazia nel querceto                             | 1809–1810 | 110,4 × 171 cm  | Berlino, Schloss Charlottenburg     |
|          | Donna al tramonto del sole                       | 1818      | 30 × 22 cm      | Essen, Museum Folkwang              |
|          | Monaco in riva al mare                           | 1808–1810 | 110 × 171,5 cm  | Berlino, Schloss Charlottenburg     |
|          | Paesaggio montano con arcobaleno                 | 1809      | 70 × 102 cm     | Essen, Museum Folkwang              |
|          | Viandante sul mare di nebbia                     | 1818      | 98,4 × 74,8 cm  | Amburgo, Kunsthalle                 |
|          | Le bianche scogliere di Rügen                    | 1818      | 90,5 × 71 cm    | Winterthur, Museo Oskar Reinhart    |
|          | Un uomo e una donna davanti alla luna            | 1819      | 34 × 44 cm      | Berlino, Alte Nationalgalerie       |
|          | Due uomini in riva al mare al sorgere della luna | 1819      | 35 × 44 cm      | Dresda, Gemäldegalerie              |
|          | Campi a Greifswald                               | 1820      | 35 × 49 cm      | Amburgo, Kunsthalle                 |
|          | Luna nascente sul mare                           | 1822      | 55 × 71 cm      | Berlino, Nationalgalerie            |
|          | Il mare di ghiaccio                              | 1823–1824 | 97 × 127 cm     | Amburgo, Kunsthalle                 |
|          | La tomba di Hutten                               | 1823-1824 | 73 × 93 cm      | Weimar, castello di Weimar          |
|          | Il Watzmann                                      | 1824-1825 | 136 x 170 cm    | Berlino, Alte Nationalgalerie       |
|          | Le rovine di Eldena                              | 1825      | 35 × 49 cm      | Berlino, Nationalgalerie            |
|          | La grande riserva                                | 1832      | 73,5 × 102,5 cm | Dresda, Gemäldegalerie              |
|          | Le tre età dell'uomo                             | 1834      | 72,5 × 94 cm    | Lipsia, Museum der bildenden Künste |
|          | Mattino di Pasqua                                | 1830-1835 | 43,7 × 34,4 cm  | Madrid, Museo Thyssen-Bornemisza    |
|          | Navi nel porto di sera                           | 1828      | 76,5×88 cm      | Dresda, Galerie Neue Meister        |